# Edvin Jacobsson
Eric Edvin Jacobsson (i riksdagen kallad Jacobsson i Tobo), född 10 november 1893 i Vendel, död 13 februari 1965 i Tegelsmora, var en svensk lantbrukare och folkpartistisk politiker.
Edvin Jacobsson, som brukade gården Igelsbo i Vendels socken, var ledande kommunalman i Vendel och var bland annat kommunalfullmäktiges ordförande 1940-1951 samt vice ordförande i kommunalnämnden. Han satt även i Uppsala läns landsting 1943-1962.
Jacobsson var riksdagsledamot i andra kammaren för Uppsala läns valkrets 1945-1960. I riksdagen var han bland annat vice ordförande i andra lagutskottet 1950-1960. Han engagerade sig särskilt i fiskerifrågor samt i situationen för sin valkrets.